# 苑东街道
苑东街道，是中华人民共和国河北省石家庄市桥西区下辖的一个街道办事处。
2013年，石家庄市人民政府批复同意将振头街道办事处苑东街以西、槐安路以北的翁村村民委员会划归苑东街道办事处管辖。

## 行政区划
苑东街道下辖以下地区：
中山西路社区、六六二六七部队社区、陆军指挥学院社区、三五零二厂社区、华北柴油机厂社区、三五一四社区、吉恒社区、裕新社区、石家庄机械化步兵学院社区、大谈村、小谈村和瓮村。